# Hammerlugk
Koordinaten: 51° 30′ 14″ N, 14° 43′ 16″ O
Das Naturschutzgebiet Hammerlugk liegt im Landkreis Görlitz in Sachsen, zwischen den Orten Krauschwitz und Weißkeißel, östlich der Bundesstraße 115 und nördlich der Staatsstraße 126, die in diesem Bereich in einem Bogen südlich um das Naturschutzgebiet herum gebaut wurde.
Das Naturschutzgebiet ist Teil der Muskauer Heide und reicht von 118 m bis 125 m ü. NN. Sein Name weist auf die benachbarten Eisenhammer- und Hüttenwerke im Krauschwitzer Ortsteil Keula hin. Der Namensteil „lugk“ stammt aus der sorbischen Sprache und bedeutet Sumpfwiese.
Bereits 1990 wurden 35 Hektar im Süden des recht kleinen Bereiches einstweilig als NSG sichergestellt und erst 1996 in erweiterter Größe festgesetzt.

## Zustand
Der Wasserhaushalt des Gebietes ist seit Jahrzehnten stark gestört. Durch Meliorationen in der Landwirtschaft, das Wasserwerk Weißkeißel und insbesondere den benachbarten Braunkohletagebau Nochten wurde der Grundwasserspiegel abgesenkt. Um die Wasserversorgung des Gebietes sicherzustellen, wird seit 1993 Grubenwasser
aus dem Tagebau Nochten über den Floßgraben zugeleitet. Die übrigen Wiesengräben und der ehemalige Quellbereich am Rand des Bruchwaldes sind bereits in den 1980er Jahren trocken gefallen. Trotz der Schäden bleibt es ein wertvoller Zeuge der Moor- und Feuchtbiotope in der Muskauer Heide, die zum Großteil vom Braunkohlebergbau mittlerweile devastiert wurden.

## Pflanzen- und Tierwelt
In den moorigen Bereichen dominiert Bruchwald aus Erlen und Eschen (Pruno padi-Fraxinetum) mit hohem Totholzanteil und Sträuchern der Trauben-Kirsche (Prunus padus), Faulbaum (Frangula alnus) und vereinzelt Sumpf-Porst (Ledum palustre). Im Bodenbereich findet sich vor allem in wechselfeuchten Bereichen die Zittergras-Segge (Carex brizoides). Anfang der 1990er Jahre noch nachgewiesene Arten wie Sumpf-Calla (Calla palustris), Sumpf-Haarstrang (Peucedanum palustre) und Fieberklee (Menyanthes trifoliata) sind vermutlich bereits verschwunden. Die trockeneren Standorte werden von gemischten Fichten- und Kiefernbeständen, im nördlicheren Bereich finden sich auch Birken und Espen. Etwa ein Drittel des Gebietes unterliegt extensiver Grünlandbewirtschaftung. Die Orchideen Großes Zweiblatt (Listera ovata) und Breitblättriges Knabenkraut (Dactylorhiza majalis) sind aufgrund von Bewirtschaftungsfehlern verschwunden. Bartfledermäuse (Myotis brandtii/Myotis mystacinus) nutzen das Habitat zur Jagd. Es wird zudem von 56 Arten von Brutvögeln bewohnt. Bemerkenswert ist das Vorkommen von Schwarzspecht (Dryocopus martius), Wendehals (Jynx torquilla), Grauammer (Miliaria calandra) und Wespenbussard (Pernis aviporus). Untersuchungen konnten auch Kreuzotter (Vipera berus) und Moorfrosch (Rana arvalis) nachweisen. Außerdem konnten bislang 201 Großschmetterlingsarten beobachtet werden, darunter viele seltene Charakterarten feuchter Wiesen und Waldränder, aber auch das Trockenrasen-Flechtenbärchen (Setina irrorella).

## Bedeutung
Das 74,0 ha große Gebiet mit der NSG-Nr. D 87 wurde am 19. Februar 1996 unter Naturschutz gestellt.
Das Naturschutzgebiet ist als Teilfläche des Gebietes von gemeinschaftlicher Bedeutung (FFH-Gebiet) „Wälder und Feuchtgebiete bei Weißkeißel“ ausgewiesen. Zum selben FFH-Gebiet gehören die benachbarten NSG
Südbereich Braunsteich und Keulaer Tiergarten.